# Arthrorhaphis
Arthrorhaphis Th. Fr.  (cytrynka) – rodzaj grzybów z rodziny Arthrorhaphidaceae. Ze względu na współżycie z glonami niektóre gatunki zaliczane są do grupy  porostów, niektóre do grzybów naporostowych.

## Systematyka i nazewnictwo
Pozycja w klasyfikacji według Index Fungorum: Arthrorhaphidaceae, Incertae sedis, Incertae sedis, Lecanoromycetes, Pezizomycotina, Ascomycota, Fungi.
Synonimy nazwy naukowej: Gongylia Körb., Mycobacidia Rehm, Parathalle Clem., Raphiospora A. Massal.
Nazwa polska według W. Fałtynowicza.

## Gatunki występujące w Polsce
- Arthrorhaphis aeruginosa R. Sant. & Tønsberg 1994 – cytrynka mszycowa
- Arthrorhaphis alpina (Schaer.) R. Sant. 1980 – cytrynka alpejska
- Arthrorhaphis citrinella (Ach.) Poelt 1969 – cytrynka żółta
- Arthrorhaphis grisea Th. Fr. 1860 – cytrynka szara

Nazwy naukowe na podstawie Index Fungorum. Nazwy polskie według W. Fałtynowicza.